# Boris Vladimirovitch Galitzine
Le prince Boris Vladimirovitch Galitzine, né le 6 janvier 1769 à Moscou et mort le 6 janvier 1813 à Wilno, est un aristocrate russe qui participa aux guerres napoléoniennes et fut lieutenant-général.

## Biographie
Le prince est issu de la branche moscovite des Galitzine qui possèdent entre autres le domaine de Viazemy. Son père est le prince Vladimir Borissovitch et sa mère est née comtesse Tchernychev (1741-1837) qui inspira Pouchkine pour son personnage de La Dame de pique.
Il est le frère aîné de la comtesse Sophie Vladimirovna Stroganov, de la comtesse Catherine Vladimirovna Apraxine et du prince Dmitri Vladimirovitch Galitzine.
Il est inscrit à la garde impériale au régiment Semionovsky en qualité de sergent, en 1781, à l'âge de douze ans. Entre 1782 et 1786, il étudie à la faculté protestante de Strasbourg pour parfaire son français et son allemand, et les disciplines militaires. Il est aussi féru de musique et de danse, tant et si bien qu'il reçoit le sobriquet de Boris-Vestris. Il poursuit ensuite sa formation en tant que sous-lieutenant à Paris à l'école de guerre. Ce sont les dernières années du règne de Louis XVI et les débuts de la Révolution auxquels il assiste. Il est fort hostile à la tournure des événements et s'engage donc dans l'armée suédoise, contre les révolutionnaires. Il combat aussi en Pologne en 1794 et reçoit pour cela l'ordre de Saint-Georges de quatrième classe le 1er janvier 1795, à la veille du troisième partage, pour faits de bravoure le 24 octobre 1794 (ancien style) devant la forteresse de Varsovie à la bataille de Praga, où combat aussi son frère Dimitri.
Le prince est nommé colonel en 1796, puis major-général en 1798, à la tête du régiment des grenadiers de Saint-Pétersbourg. Il accède au rang de lieutenant-général le 31 décembre 1799, avant de démissionner le 24 mars 1800, mais il reprend du service un an plus tard. Le 20 mai 1802, il est nommé à la tête du Régiment de grenadiers Pavlovsky, et le 11 octobre 1803, devient inspecteur des régiments d'infanterie de Smolensk. Il prend part aux combats de 1805 et il est sévèrement blessé à Austerlitz. Il démissionne donc pour raison de santé, le 7 septembre 1806.
Selon les témoignages de ses contemporains, le prince était doué de multiples talents. Excellent musicien et danseur hors pair, il s'essaya aussi à la littérature dans sa jeunesse. Il publia ainsi dans L'Almanach littéraire en 1788 Aurore, et Diogène et Glycérie, alors qu'il n'avait pas vingt ans. On lui doit aussi les premières traductions en russe d'Oliver Goldsmith et de François de La Rochefoucauld, toujours fort appréciées dans la Russie  d'aujourd'hui dont un large public connaît les Maximes reprises souvent dans la presse.
Boris Galitzine est aussi ami de Derjavine qui fait figure de vieux sage et il fonde avec lui en 1811 une société littéraire intitulée La Causerie des amateurs des mots russes, pour ôter les archaïsmes de la langue. Cette société était fort critiquée par les partisans de Karamzine. Le salon du prince est ouvert à cette époque à toute sorte de discussions littéraires, et même de conférences.
La campagne de Napoléon de 1812 ne peut le laisser inactif. Il reprend les armes, combat à la bataille de Smolensk et il est blessé devant Borodino. Il ne veut pas être évacué et il meurt à Wilno, le 6 janvier 1813. Sa dépouille est transférée plus tard à Viaziomy, le domaine familial, près de Moscou, dans l'ouyezd de Zvenigorod. Son corps est enterré en 1936 dans la chapelle familiale du cimetière de Donskoï de Moscou, où reposent nombre de personnalités.

## Source
- (ru) Cet article est partiellement ou en totalité issu de l’article de Wikipédia en russe intitulé « Голицын, Борис Владимирович » (voir la liste des auteurs).

## Liens
- Château de Viaziomy
- Généalogie